# Unlocked
Unlocked is een Amerikaans-Britse actie-thriller uit 2017, geregisseerd door Michael Apted

## Verhaal
Alice Racine is een voormalige CIA-agente. Getraumatiseerd door een mislukte missie twee jaar eerder, gaf ze de voorkeur om met pensioen te gaan. Bob Hunter, Alice voormalige CIA-chef neemt contact met haar op om een dreigende aanval op Londen te voorkomen. Ze is verantwoordelijk voor het ondervragen van een man die ervan wordt verdacht de boodschapper van jihadistische terroristen te zijn. Om haar vreselijke tegenstander aan te houden, krijgt Alice hulp van haar voormalige mentor Eric Lasch en van een lid van de speciale strijdkrachten Jack Alcott. Verraden en gemanipuleerd, zal ze zich snel realiseren dat het bureau is geïnfiltreerd en zal deze samenzwering moeten tegenhouden.

## Rolverdeling
| Acteur          | Personage     |
| --------------- | ------------- |
| Noomi Rapace    | Alice Racine  |
| Orlando Bloom   | Jack Alcott   |
| Toni Collette   | Emily Knowles |
| Michael Douglas | Eric Lasch    |
| John Malkovich  | Bob Hunter    |
| Matthew Marsh   | Frank Sutter  |